# Rivière Atimokateiw
Rivière Atimokateiw är ett vattendrag i Kanada.   Det ligger i provinsen Québec, i den sydöstra delen av landet, 300 km norr om huvudstaden Ottawa. Rivière Atimokateiw ligger vid sjön Lac Vanier.
Trakten runt Rivière Atimokateiw är nära nog obefolkad, med mindre än två invånare per kvadratkilometer.